# Rasclet groguenc
El rasclet groguenc o rasclet groc(Coturnicops noveboracensis) és una espècie d'ocell de la família dels ràl·lids (Rallidae) que habita zones humides d'Amèrica del Nord, al Canadà i nord dels Estats Units, des de l'oest d'Alberta, sud del Districte de Mackenzie, Saskatchewan, Manitoba, Ontario, sud de Quebec i Nova Brunswick cap al sud fins a Dakota del Nord, Minnesota, Wisconsin, Michigan i Nova Anglaterra. Passen l'hivern als estats costaners del sud-est dels Estats Units.